# Rev (formato di file)
REV è un formato di file che permette di riparare parti di archivi che si possono essere danneggiati nel download o in altro modo. In sostanza, aprendo un file .rev sito nella stessa directory dell'archivio, esso provvederà a ripararne le parti danneggiate.

## Creazione
Durante la creazione di un archivio multiplo, si possono spuntare le opzioni "Verifica integrità archivio" e "Inserisci le informazioni per il recupero". Dopodiché, si può selezionare il numero di volumi di ripristino (appunto i file .rev), considerando il fatto che un solo file .rev sarà in grado di ripristinare un solo file RAR. I file .rev vengono numerati e occupano in memoria lo stesso spazio di una singola parte dell'archivio. Non ci sono limiti di numero di parti nella creazione di un archivio, ma superate le 255 suddivisioni non sarà possibile creare i file .rev associati, dunque occorrerà dimensionare i pacchetti in modo tale da ottenerne un numero inferiore.

## Utilizzo
Avviando i file .rev relativi all'archivio selezionato nella stessa directory dell'archivio stesso, verrà effettuato un controllo di integrità e poi verranno ricostruite le parti mancanti (se il numero di parti mancanti non supera il numero dei volumi di ripristino). Nonostante i volumi di ripristino siano numerati, non per forza essi devono ripristinare la parte di archivio corrispondente. Ad esempio, avendo i file .rev "parte1, parte2 e parte3" e mancando dall'archivio le parti "8,36,41" esse verranno correttamente ripristinate.